# Polyrhachis craddocki
Polyrhachis craddocki är en myrart som beskrevs av Charles Thomas Bingham 1903. Polyrhachis craddocki ingår i släktet Polyrhachis och familjen myror. Inga underarter finns listade i Catalogue of Life.